# Mocambo
Das Fahrgastschiff Mocambo gehört zu den ältesten noch in Fahrt befindlichen Fahrgastschiffen in der Bundesrepublik Deutschland.

## Geschichte
Das heutige Motorschiff Mocambo wurde 1872 als Dampfschiff Hamburg in der Reiherstiegwerft auf Steinwerder für die Vereinigten Alsterschiffer gebaut. Es war 13,30 Meter lang und 4,20 Meter breit. Die Dampfmaschine hatte eine Leistung von 45 PS und das Schiff war für 150 Personen zugelassen. 1908 erfolgte ein erster Umbau zum Glattdecker ohne die ursprünglich tiefliegende Kajüte. Dadurch konnte die Fahrgastkapazität auf 200 Personen erhöht werden. Nach der Modernisierung der Dampfmaschine brachte diese 65 PS Leistung. Gleichzeitig erhielt das Schiff nach der römischen Göttin Latona den neuen Namen Latona. Bis 1920 verblieb es im Besitz der Vereinigten Alsterschiffer. Mit der Umbenennung in Barmbeck übernahm im selben Jahr die Hamburger Hochbahn AG das Schiff und betrieb es bis 1939. In diesem Jahr ging es an die Lübecker Stadtwerke mit dem neuen Namen Vorwerk und kam nach einer Grundüberholung wieder in Fahrt. Ab 1945 wird als Eigentümer die Trave-Transport-Gesellschaft Ahrens & Co. genannt. 1946 wurde es zum Motorschiff umgerüstet und 1952 nach Berlin an Wilhelm Zolchow verkauft. Es erhielt den Namen Obermaat. 1953 übernahm die am Teltowkanal ansässige Teltow-Werft das Schiff, wo es 1954 umgebaut und modernisiert wurde, damit es den Anforderungen des neuen Eigentümers entsprach. Die Kosten des Umbaus standen in keinem Verhältnis zu dem Kaufpreis, sodass fast von einem Neubau ausgegangen werden kann. Der Bug und das Heck wurden verlängert und die Aufbauten und die technischen Einrichtungen erneuert. Das Schiff wurde insgesamt 23,65 Meter lang und 5,15 Meter breit. Der neue Dieselmotor hatte eine Leistung von 75 PS. 
Mit dem Verlassen der Werft erhielt es den Namen Neukölln und ging für die Stern und Kreisschiffahrt in Betrieb, für die es bis 1977 auf den damals West-Berliner Gewässern blieb. Zum Jahreswechsel 1977/78 wurde es verkauft und das Unternehmen Schiffs-Schillow mit Sitz in Berlin-Charlottenburg führte die Fahrten mit dem nun in Tarzan umbenannten Schiff weiter. Im November 1978 ging es von Spree und Havel zum kleinen Elbnebenfluss Oste an die neuen Eigentümer in Achthöfen, die Betreiber des Hotels Seefahrer. Von ihnen erhielt das Schiff den Namen Mocambo. Es erfolgten erneut Umbauten und die Antriebsanlage wurde durch einen Motor mit 105 PS ersetzt. 1993 ging die Mocambo an den Oste-Schiffahrtsbetrieb der Familie Landsmann. Im Jahre 1998 verkaufte das Familienunternehmen das Schiff nach Ribnitz-Damgarten an die Ostsee. Neuer Betreiber war die Sea-Tour GmbH Rostock. In der Zeit von 1999 bis 2001 war das Schiff stillgelegt und drohte zu verwahrlosen. Ende 2001 fanden sich neue Eigner, die es in einer polnischen Werft einer zweimaligen Grundüberholung unterzogen. Das Schiff ist unter dem Namen Mocambo wieder auf dem Fluss Oste in Fahrt. Die Mocambo zählt zu den ältesten noch in Fahrt befindlichen Fahrgastschiffen in der Bundesrepublik Deutschland.

## Erläuterung zum heutigen Schiffsnamen
Mocambo bedeutet wörtlich übersetzt Hütte aus der portugiesischen Sprache des kolonialen Brasiliens. Das Mocambo war ein bekannter Nachtclub in West Hollywood, einer Stadt im Los Angeles County im US-Bundesstaat Kalifornien in den Vereinigten Staaten. Dieser Nachtclub wurde von vielen Künstlern der 1940er Jahre besucht.